# Sballato, gasato, completamente fuso
Sballato, gasato, completamente fuso è un film del 1982 diretto da Steno.

## Trama
Patrizia, giornalista di un settimanale romano, stanca di non essere tenuta nella giusta considerazione dal suo direttore Eugenio Zafferi, pur di riuscire a ottenere un incarico degno del proprio talento, decide di lanciare una sfida al suo capo: se riuscirà a scrivere un articolo degno della prima pagina dovrà essere promossa, altrimenti dovrà cedergli per una notte le sue invitanti grazie. Zafferi accetta la sfida e, su consiglio della navigata redattrice Orietta Fallani, assegna a Patrizia un'inchiesta sulle fantasie erotiche degli italiani. A complicare tutto ci pensa Duccio, un tassista di origini meridionali, che ha messo gli occhi sulla bella giornalista.